# Sarasău
Sarasău (in ungherese Szarvaszó) è un comune della Romania di 2514 abitanti, ubicato nel distretto di Maramureș, nella regione storica del Maramureș.
La città è nota per la presenza di chiesa storica del 1640 ben conservata.

## Geografia
Il luogo si trova ai margini della Valle del Tibisco, vicino al confine tra la Romania e l'Ucraina; la città ucraina di Solotvyno è sulla sponda opposta, ma non esiste un ponte di collegamento. La città principale più vicina è Sighetu Marmației, situata a circa sette chilometri a sud-est di Sarasău.

## Storia
Si presume che Sarasău fosse il centro del Principato di Câmpulung , che esisteva nel XIII secolo e comprendeva circa 16-18 villaggi dell'alta valle del Tibisco e della valle del Taras. La prima menzione scritta della città risale al 1345 (citata come Zorwazou), quando il re Luigi confermò i figli del visconte di Forest, Aprusa e Marus, lo zio Stans e suo figlio Myke, nei loro benefici. Nel 1360 la località è indicata come Zarvassov e nel 1398 come Zaruaszou. Nel 1360 avevano ottenuto la nobiltà e il villaggio era di loro proprietà; da loro discendono le famiglie Gerhes (Görhes), Bank e Birtok, che spesso ricoprirono posizioni importanti nella Contea del Maramures. Era un villaggio della nobiltà rumena nel Maramures. I membri delle famiglie Bánk e Girhes parteciparono alla rivolta contadina di György Dózsa del 1514.
Nel 1720 vi erano registrati quindici possedimenti nobiliari e due di servi della gleba. La sua scuola greco-cattolica è stata menzionata per la prima volta nel 1845.
Fino al 1919, e tra il 1940 e il 1944, appartenne all'Ungheria, parte della regione di Máramaros.

## Monumenti e luoghi d'interesse

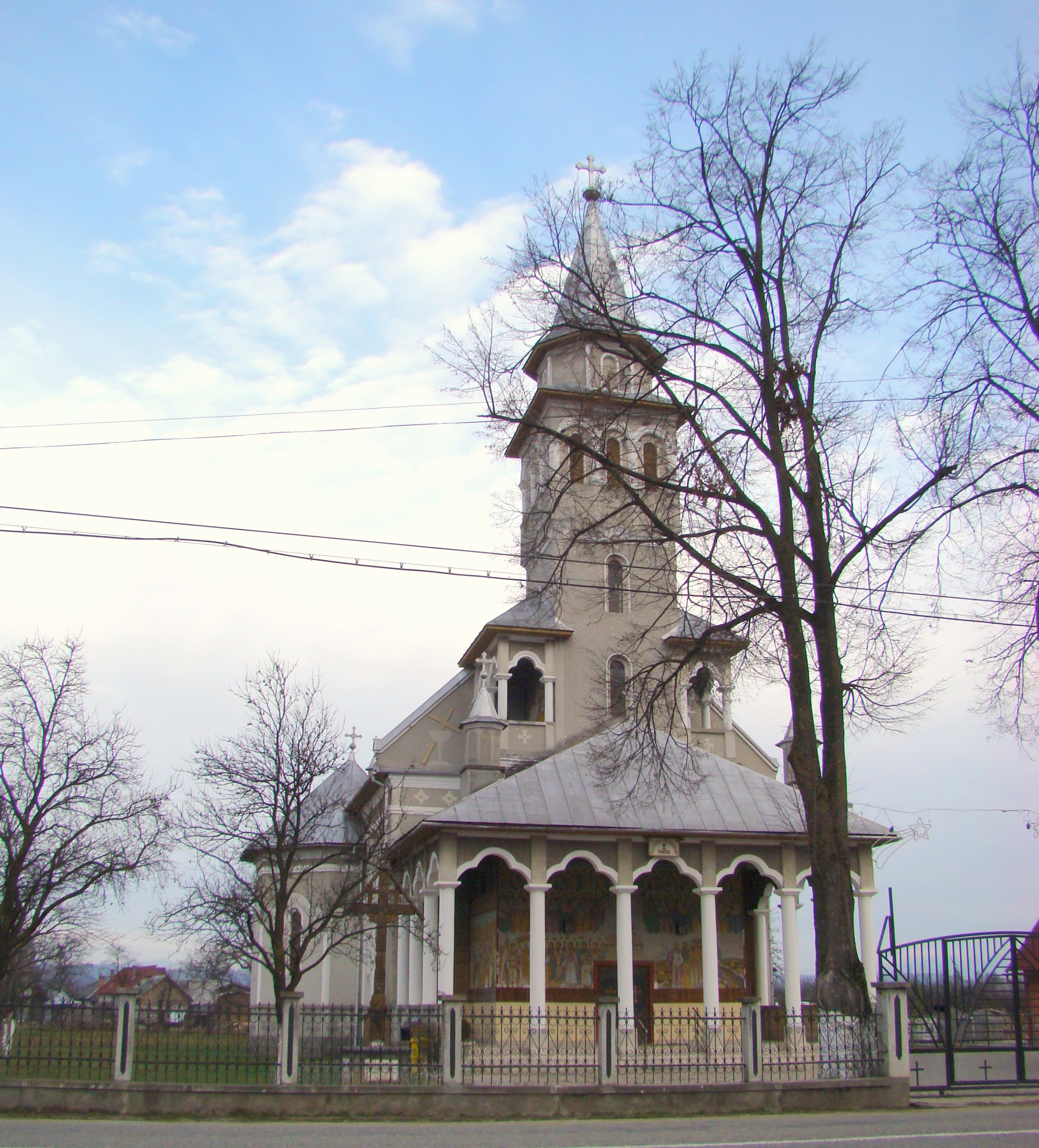
Chiesa ortodossa

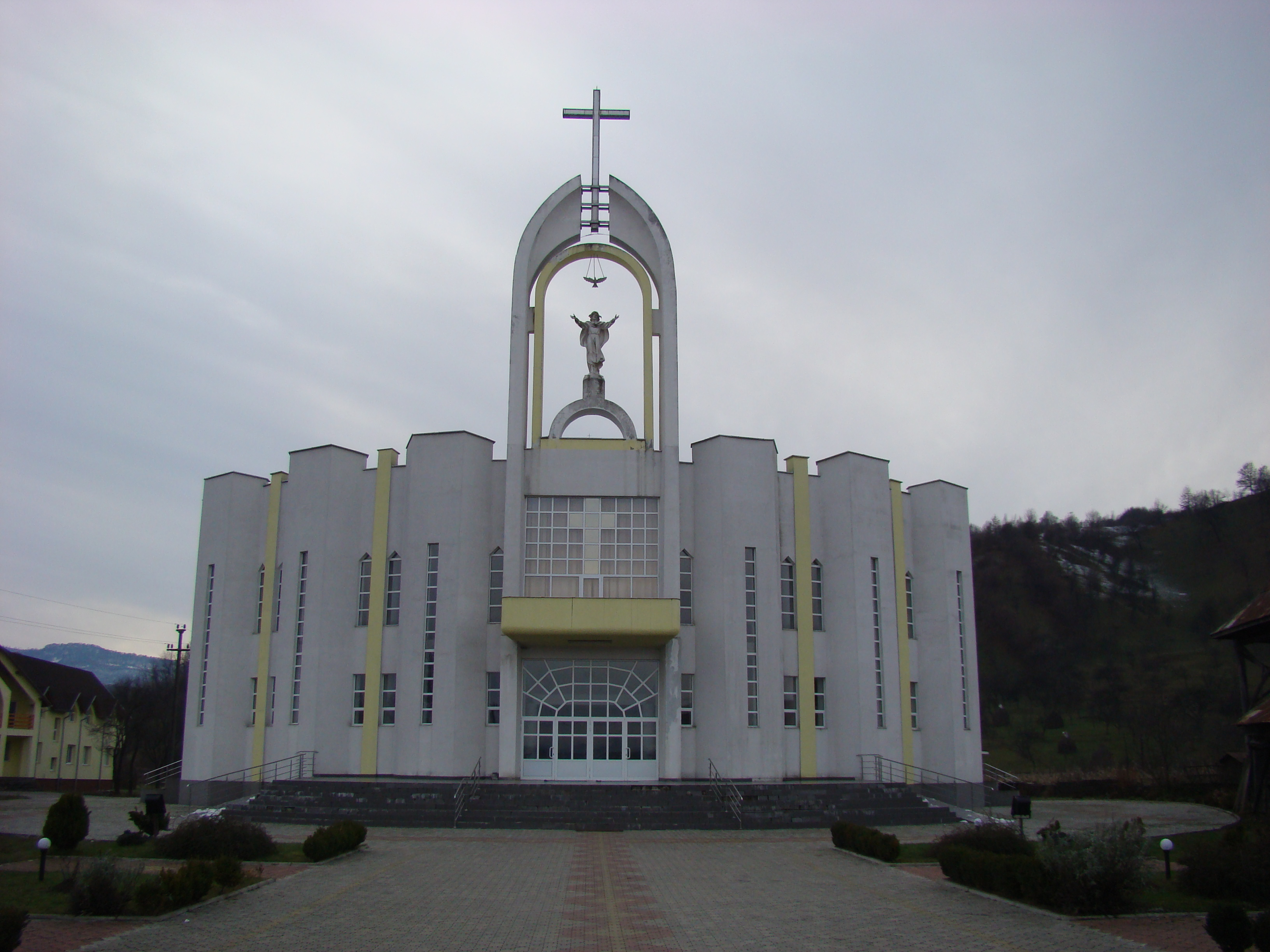
Chiesa greco-cattolica

La chiesa dei Santi Arcangeli (biserica Sfinții Arhangheli) è una chiesa tardo medievale (XV-XVI secolo). Secondo la tradizione locale, la chiesa fu costruita dalla moglie di un nobile moldavo, la signora Bălașa, originaria di questo villaggio. In questa chiesa, nel 1704 , prestò servizio più volte il vescovo missionario Iosif di Maramureș (dichiarato santo dalla Chiesa ortodossa rumena). Gli affreschi all'interno sono stati dipinti dal noto pittore di chiese greco-cattoliche del XX secolo, Traian Bilțiu Dăncuș. L'edificio, di proprietà della chiesa ortodossa, è iscritta nell'elenco dei monumenti storici con il codice LMI MM-II-mA-04624.
Altri edifici di culto sono la chiesa ortodossa e la chiesa greco-cattolica.
La Casa Mihaly (XVIII secolo) fu residenza di Găvrilă Mihalyi (1872-1955), prefetto della contea di Maramureș (gennaio 1922 - aprile 1926; novembre 1933 - settembre 1935); sottoprefetto nel periodo 1919-1920.
Presso la Casa Man (sec. XIX) visse Iosif Man (1817-1876), giurista, avvocato, primo pretore, deputato al parlamento di Budapest, presidente dell'Associazione per la cultura del popolo rumeno del Maramureș, iniziatore della Società di lettura dragoșiana.
Lungo il torrente del paese, verso sud-ovest, su un colle, si possono probabilmente scoprire modeste tracce di un castello di forma ovale che fu edificato nel XIII secolo.
La cascata Runc cade da una roccia andesite di 35-40 metri di altezza.

## Società

### Evoluzione demografica
Nel 1910 contava 1.252 abitanti (rumeni, ungheresi, tedeschi); nel 1992 vi erano 2444 (rumeni). Secondo il censimento del 2011, la popolazione del comune di Sarasău ammontava a 2.238 abitanti, in calo rispetto al precedente censimento del 2002, quando erano registrati 2.416 abitanti. La maggioranza degli abitanti sono rumeni (93,34%), con una minoranza di rom (2,19%). Per il 3,71% della popolazione, l'etnia è sconosciuta.
Dal punto di vista religioso, non esiste una religione maggioritaria, con ortodossi (47,9%), greco-cattolici (41,38%), battisti (2,99%) e testimoni di Geova (1,88%). Per il 4,47% della popolazione non si conosce l'appartenenza confessionale.

## Economia
Come l'intera regione del Maramureș, l'economia di Sarasău è caratterizzata dall'agricoltura e dalla zootecnia. Inoltre, gli inizi di un'infrastruttura turistica si stanno sviluppando da poco tempo.

## Infrastrutture e trasporti
L'insediamento è servito dalla linea ferroviaria locale Salva–Vișeu de Jos–Valea Vișeului–Sighetu Marmației che prosegue per Teresva in Ucraina.